# Richard Kepp
Richard Kurt Kepp (* 7. Februar 1912 in Hermannstadt, Österreich-Ungarn; † 5. Februar 1984 in Bremen) war ein deutscher Gynäkologe und Geburtshelfer.

## Leben und Wirken
Richard Kepps Familie gehörte zu der deutschsprachigen Minderheit der Siebenbürger Sachsen. Er wurde 1912 als zweiter Sohn des Gymnasialprofessors Friedrich Kepp (1875–1948) und dessen Ehefrau Gabriele, geb. Hochmeister (1879–1973), geboren. Nach dem Besuch der Volksschule und des Brukenthal-Gymnasiums in seiner Heimatstadt Hermannstadt studierte Richard Kepp von 1929 bis 1935 Medizin an der Universität Klausenburg. Hier wurde er am 17. Januar 1936 zum Dr. med. promoviert. Vom 15. Februar 1936 bis 31. August 1937 arbeitete Kepp als Assistenzarzt am Martin-Luther-Krankenhaus in Hermannstadt. Er wechselte dann, zunächst als Volontärassistent, später als planmäßiger Assistent, an die Universitätsfrauenklinik Göttingen, wo er unter Heinrich Martius seine frauenärztliche Ausbildung erhielt.
1941 heiratete er die Ärztin Annemarie Schneider aus Bromberg. Das Paar hatte drei Kinder, zwei Söhne und eine Tochter. Während des Zweiten Weltkrieges wurde Kepp vom rumänischen Militärdienst freigestellt. Seiner freiwilligen Meldung zur deutschen Wehrmacht wurde nicht stattgegeben, weil sein Gesuch um Einbürgerung, welche Voraussetzung für den Militärdienst war, abgelehnt worden war.
1943 habilitierte sich Kepp bei Martius. 1945 wurde ihm die deutsche Staatsbürgerschaft verliehen. Gleichzeitig wurde er zum Privatdozenten und 1949 zum außerplanmäßigen Professor ernannt. Am 1. Oktober 1956 folgte er dem Ruf auf den Lehrstuhl für Geburtshilfe und Frauenheilkunde an der Justus-Liebig-Universität Gießen, wo er gleichzeitig zum Direktor der Frauenklinik ernannt wurde.
Von 1959 bis 1960 war Richard Kepp Dekan der Medizinischen Fakultät und von 1965 bis 1966 Rektor der Universität. 1966 wurde er in den Vorstand der Deutschen Gesellschaft für Gynäkologie gewählt, war von 1966 bis 1978 Schatzmeister, von 1970 bis 1972 deren Präsident und organisierte deren Kongress 1972 in Wiesbaden. Von 1967 bis 1976 war er zudem Vorstandsvorsitzender der Gießener Hochschulgesellschaft.
Kepp leitete die Gießener Universitätsfrauenklinik bis zu seiner Emeritierung am 29. Februar 1980. Zu seinem Nachfolger wurde Wolfgang Künzel von der Julius-Maximilians-Universität Würzburg berufen.
Richard Kepp verlebte seinen Ruhestand bei seiner Tochter in Bremen. Hier starb er 1984 zwei Tage vor seinem 72. Geburtstag.
Hauptarbeitsgebiete Richard Kepps waren die Organisation der Krebsbekämpfung im Rahmen der Arbeitsgemeinschaft für Krebsbekämpfung des Landes Niedersachsen, der er ab 1952 als Mitglied des Vorstandes angehörte, und des Strahlenschutzes. Von 1958 bis 1964 war er als Mitglied der Reaktorsicherheitskommission beim damaligen Bundesministerium für Wissenschaftliche Forschung für den medizinischen Strahlenschutz bei Projekten für den Bau von Atomkraftwerken verantwortlich. Weiterhin beschäftigte er sich mit der Strahlenbiologie sowie mit Methoden der Strahlentherapie in der Gynäkologie.
Ab 1960 widmete er sich der Familienplanung. Von 1967 bis 1973 war Kepp Präsident der Pro Familia, Deutsche Gesellschaft für Sexualerziehung und Familienplanung und in mehreren Gremien an der Vorbereitung der Neufassung des § 218 (Schwangerschaftsabbruch) beteiligt.

## Schriften (Auswahl)
- Richard Kepp: Die Behandlung unerträglicher, durch Genitalkarzinome hervorgerufener Schmerzen mit paravertebralen und praesakralen Alkoholinjektionen. Habilitationsschrift, Georg-August-Universität Göttingen 1943
- Richard Kepp: Grundlagen der Strahlentherapie: Physik, Biologie und allgemeine Therapie. Thieme Verlag, Stuttgart 1952
- Richard Kepp: Gynäkologische Strahlentherapie: Indikationsstellung, Methodik und ärztliche Betreuung. Thieme Verlag, Stuttgart 1952
- Richard Kepp, Plinio Sferra: Ratioterapia ginecologica: Indicazioni, metodica e cura medica. Abruzzini, Rom 1955
- Richard Kepp: Empfängnisregelung für Frau und Mann. Aesopus-Verlag, Wiesbaden, Lugano 1966
- Richard Kepp, Hans-Joachim Staemmler, Heinrich Martius: Lehrbuch der Gynäkologie. Thieme Verlag, Stuttgart 1971

## Ehrungen
Die Deutsche Akademie der Naturforscher Leopoldina ernannte Richard Kepp 1970 zu ihrem Mitglied. Er wurde zum Ehrenmitglied der Nordwestdeutschen Gesellschaft für Gynäkologie (1982), der Deutschen Gesellschaft für Gynäkologie und Geburtshilfe (1974), der Gesellschaft für Gynäkologie und Geburtshilfe in Argentinien (1953) und der Italienischen Gesellschaft für Gynäkologie und Geburtshilfe (1978) ernannt. 1979 wurde ihm in Dinkelsbühl der Siebenbürgisch-sächsische Kulturpreis verliehen.